# Gouttière du pouls
La gouttière du pouls en anatomie humaine, est un espace situé sur la partie latérale de la face antérieure de l'avant bras. La gouttière du pouls permet notamment le passage de l'artère radiale, de la veine radiale ainsi que de la branche superficielle du nerf radial.

## Repères Anatomiques et rapports
La gouttière du pouls est limitée latéralement par le tendon du muscle brachioradial, médialement par le tendon du muscle Fléchisseur Radial du Carpe et en arrière par le muscle Carré Pronateur.
Le seul repère visuel est le tendon du Fléchisseur Radial du Carpe qui permet le repérage de la gouttière du pouls.

## Intérêt Clinique

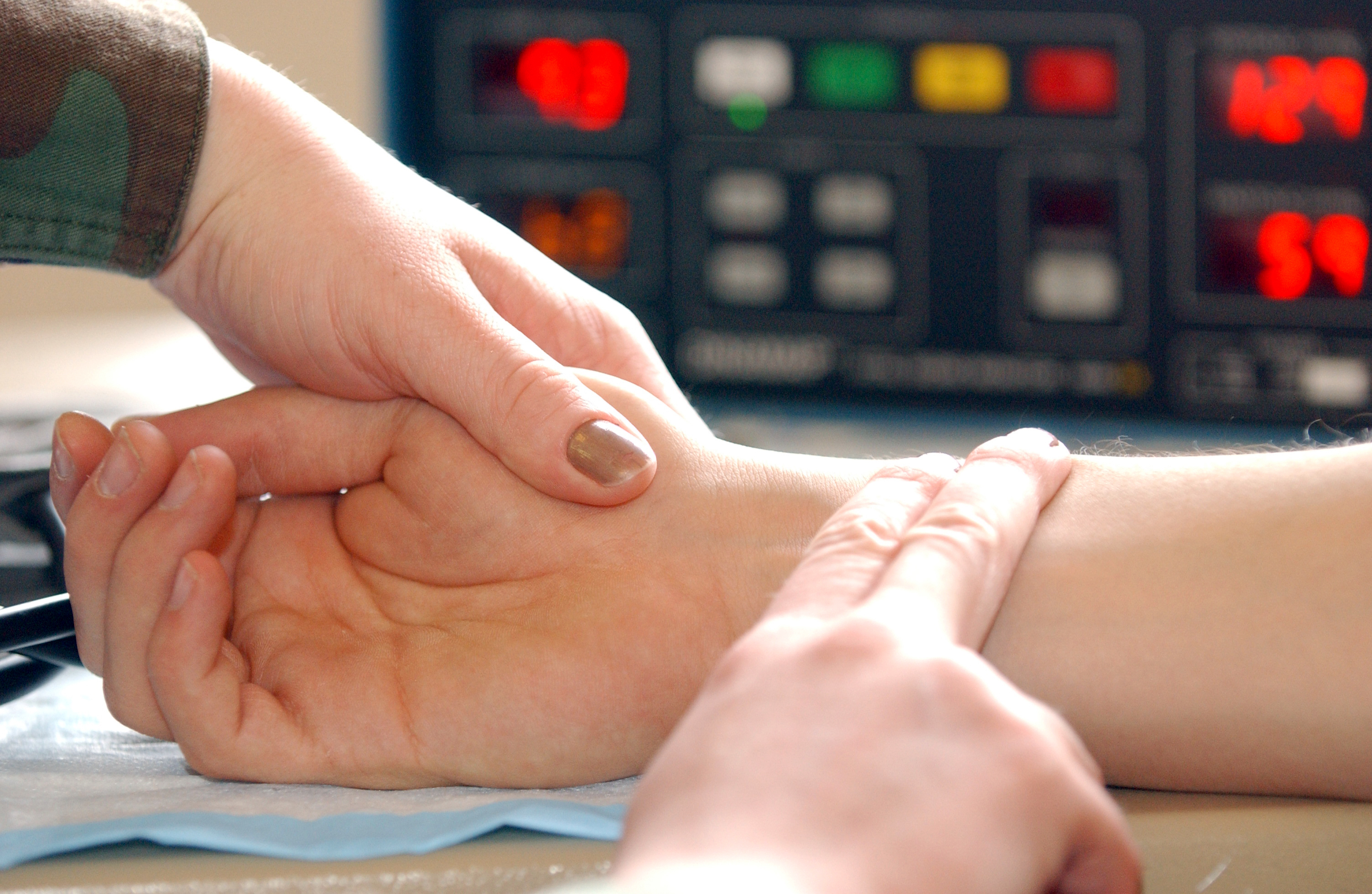
Prise du pouls radial dans la gouttière du pouls

La gouttière du pouls permet notamment la prise du pouls radial en posant 2 à 3 doigts entre le tendon du Fléchisseur Radial du Carpe et le tendon du Brachio-Radial.
Le gouttière du pouls peut également être un lieu d'abord artériel pour un prélèvement sanguin (« gaz du sang »), un cathétérisme (par exemple pour les coronarographies ou la surveillance continue de la pression artérielle).